# Гипотеза Пребиша—Зингера
Гипотеза Пребиша-Зингера — научная гипотеза, которая утверждает, что цены на первичные товары снижаются относительно цен на промышленные товары в долгосрочной перспективе, что приводит к ухудшению условий торговли в странах, основанных на первичных продуктах. По состоянию на 2013 год последние статистические исследования подтвердили эту идею. Эта идея была разработана Раулем Пребишем и Хансом Зингером в конце 1940-х годов; с тех пор она служила главным столпом теории зависимости и политики, такой как импортозамещающая индустриализация (ISI).

## Теория
Общее объяснение этого предполагаемого явления состоит в том, что промышленные товары имеют большую эластичность спроса по доходам, чем первичные продукты, особенно продукты питания. Поэтому по мере роста доходов спрос на промышленные товары растет быстрее, чем спрос на первичные продукты.
Кроме того, первичные продукты обладают низкой ценовой эластичностью спроса, поэтому снижение их цен имеет тенденцию к снижению выручки, а не к ее увеличению.
Эта теория предполагает, что сама структура глобального рынка ответственна за сохраняющееся неравенство внутри мировой системы. Это дает интересный поворот в неомарксистской интерпретации Валлерстайном международного порядка, который рассматривает различия в отношениях власти между «ядром» и «периферией» государств как главную причину экономического и политического неравенства (однако тезис Зингера-Пребиша также работает с различными переговорными позициями рабочей силы в развитых и развивающихся странах). В результате эта гипотеза пользовалась большой популярностью в 1960-х и 1970-х годах у неомарксистских экономистов-эволюционистов и даже послужила обоснованием расширения роли товарной фьючерсной биржи как инструмента развития.
Зингер и Пребиш заметили сходную статистическую закономерность в долгосрочных исторических данных об относительных ценах, но такая закономерность согласуется с рядом различных объяснений и политических позиций. Позднее Пребиш утверждал, что из-за ухудшения условий торговли, с которыми сталкиваются первичные производители, развивающиеся страны должны стремиться диверсифицировать свою экономику и уменьшить зависимость от экспорта первичных сырьевых товаров путем развития своей обрабатывающей промышленности.
Эта гипотеза несколько утратила свою актуальность в последние 30 лет, поскольку экспорт простых промышленных товаров обогнал экспорт сырьевых товаров в большинстве развивающихся стран за пределами Африки. По этой причине большая часть последних исследований сосредоточена не столько на относительных ценах на первичные продукты и промышленные товары, сколько на взаимосвязи между ценами на простые товары, производимые развивающимися странами, и на сложные товары, производимые развитыми странами.
В 1998 году Зингер утверждал, что тезис, который он впервые выдвинул, стал частью экономического мейнстрима:
Одним из признаков этого является то, что в настоящее время гипотеза как запутанно, так и явно включается в рекомендации, предоставляемые Бреттон-Вудскими учреждениями развивающимся странам. Их предупреждают о необходимости соблюдать осторожность даже в тех случаях, когда экспортные цены временно благоприятны, и оберегать от переоценки валюты и «голландской болезни» со всеми неблагоприятными последствиями для остальной экономики и всеми опасностями макроэкономической нестабильности, которые может повлечь за собой внезапный бум в крупном экспортном секторе. Их предупреждают, чтобы они помнили, что перспективы цен на сырьевые товары не являются благоприятными и что непредвиденные доходы будут, как правило, временными, а последующий рецидив, вероятно, будет больше, чем временные непредвиденные доходы.
Недавние статистические исследования дали этой идее квалифицированную поддержку.

## Критика
Во время сырьевого бума 2000—х годов условия торговли большинства развивающихся стран улучшились, в то время как в Восточной Азии (которая экспортирует в основном промышленные товары) наблюдалось ухудшение условий торговли-противоположное тому, что обычно предсказывает гипотеза.
Критики утверждают, что невозможно сравнивать цены на промышленные товары с течением времени, потому что они быстро меняются. Ценовые отношения Пребиша-Зингера не учитывают технологических изменений. Важно не цена товара, а услуга, которую предоставляет данный товар. Например, в 1800 году американский рабочий мог купить свечу, которая давала один час света, за шесть часов работы. Но в 1997 году американский рабочий мог купить час света, обеспечиваемого лампочкой, всего за полсекунды работы. То есть изобретение Эдисона, усовершенствованное другими американцами, сумело резко снизить цену. Другой случай, который мы можем видеть, — это персональные компьютеры. Начиная с 1970-х годов компьютеры удваивали свою вычислительную мощность каждые два года на ту же сумму постоянных долларов. Падение цен происходит так быстро, что пришлось изобретать новые слова из-за огромного роста вычислительных мощностей. Сначала они измерялись в байтах, затем в килобайтах, мегабайтах, терабайтах, йоттабайтах и т. д. Современные комбайны убирают гораздо больше гектаров в час, чем это было полвека назад, но они также имеют гео-спутниковую систему в сочетании с чипом, позволяющим повысить производительность труда; плюс кондиционированные, герметичные шкафы, которые предотвращают попадание пыли и улучшают качество жизни оператора, а также радио и DVD-плеер для повышения его комфорта. Этих примеров достаточно, чтобы показать, что если мы исправим соотношение импорт/экспорт цен с помощью технологических изменений, то получим заключение, противоположное заключению Пребиша-Зингера. Поэтому утверждается, что периферийные страны, экспортирующие сырьевые товары, выигрывают от торговли с центральными державами в большей степени, чем они сами, поскольку, внедряя новые технологии в производство, они умножают свою производительность. На самом деле, если бы мы могли легко найти примеры сокращения разрыва ВВП на душу населения между богатыми и бедными странами, когда они открыты для свободной торговли[уточнить]. Так было в Аргентине и Англии между 1875 и 1930 годами. Или Китай и США между 1980 и 2018 годами, или многие другие страны.

## История
Лекции Пребиша с 1945 по 1949 год показали развитие теоретических основ его аргументации, однако он не опирался на статистические данные. В феврале 1949 года Ганс Зингер, работавший в то время в Департаменте по экономическим и социальным вопросам Организации Объединенных Наций в Нью-Йорке, опубликовал статью под названием «послевоенные ценовые отношения между слаборазвитыми и промышленно развитыми странами», в которой высказывалось предположение, что условия торговли слаборазвитых стран значительно снизились в период с 1876 по 1948 год. Вдохновленный этим, Рауль Пребиш представил свой собственный доклад, в котором обсуждался спад на втором ежегодном совещании экономической комиссии Организации Объединенных Наций по Латинской Америки и Карибскому бассейну в Гаване в мае 1949 года.
Поэтому статистический аргумент о долгосрочной тенденции в торговле слаборазвитых стран следует отнести к Зингеру. Однако оба, по-видимому, независимо друг от друга изобрели аналогичные объяснения, подчеркивая, что условия торговли были направлены против «заимствующих» (то есть слаборазвитых) и в пользу «инвестирующих» (то есть развитых) стран. Однако Пребиш специально занимался экономическим циклом и в большей степени, чем Зингер, освещал причины различного поведения заработной платы в развитых и слаборазвитых странах и получал гораздо большее признание за свою работу, отчасти благодаря усилиям промышленно развитых стран, таких как США, дистанцироваться от его работы.